# Retoromanie
Retoromanie – ogólna nazwa mieszkańców obszaru Alp i ich podnóża na pograniczu Włoch (głównie region Friuli-Wenecja Julijska) i Szwajcarii (głównie kanton Gryzonia), posługujących się językami retoromańskimi. Ich liczba wynosi około 700 tys.
Retoromanie uważani są za zromanizowanych potomków starożytnych, przedindoeuropejskich mieszkańców rejonu Alp – Retów (stąd nazwa) i zmieszanych z nimi Celtów. W większości wyznają katolicyzm.
Retoromanie dzielą się na trzy główne grupy: 
- Friulowie (ok. 600 tysięcy) – stanowiący ponad 80 proc. wszystkich Retoromanów, zamieszkujący region Friuli-Wenecja Julijska w północno-wschodnich Włoszech,
- Ladynowie (ok. 35 tysięcy) – we włoskim Tyrolu,
- Romanie (ok. 60 tysięcy) – w południowo-wschodniej Szwajcarii (Gryzonia).